# Cryptographic File System
Das Cryptographic File System (CFS) ist ein auf einen NFS-Daemon aufsetzendes verschlüsseltes Dateisystem, das unter verschiedenen unixähnlichen Betriebssystemen (wie z. B. BSD und Linux) eingesetzt werden kann. Es wurde von Matt Blaze bei AT&T Research entwickelt und unter der BSD-Lizenz freigegeben. Die von der aktuellen CFS-Version von Matt Blaze unterstützten Verschlüsselungsverfahren sind DES im Hybridmodus mit zwei Schlüsseln, 3DES mit drei Schlüsseln, Blowfish mit 128-Bit-Schlüssel, MacGuffin und SAFER-SK128.
Eigenschaften von CFS:
- Einfache Installation und Wartung
- Funktioniert auch auf NFS-Freigaben
- Sicherung der Daten auch im Betrieb auf ein geöffnetes Verzeichnis